# Ho visto un re (film)
Ho visto un re è un film del 2024 diretto da Giorgia Farina.
È l'adattamento cinematografico del romanzo autobiografico Il figlio del podestà sull'infanzia del giornalista e scrittore italiano Nino Longobardi del 1976.

## Trama
Campagna d'Etiopia, 1936. Emilio è un bambino dalla fervida immaginazione. Suo padre, un gerarca fascista vorrebbe educarlo a tutti i costi a diventare un balilla devoto al regime, ma Emilio si rifiuta scegliendo piuttosto di rifugiarsi in una realtà da lui creata, dove l'immaginazione e la fantasia lo allontanano da quel mondo crudele di cui non vuole fare più parte. La sua vita cambierà radicalmente quando stringerà amicizia con Abraham Imirrù, un guerrigliero etiope catturato e tenuto prigioniero in una voliera nel giardino del podestà, davanti agli occhi increduli degli abitanti che lo considerano un pericolo.

## Produzione
Il film, diretto da Giorgia Farina e scritto dalla stessa con Valter Lupo e Franco Bernini, è ispirato al  romanzo autobiografico Il figlio del podestà sull'infanzia del giornalista e scrittore italiano Nino Longobardi. Il film è stato prodotto da Donatella Palermo per Stemal Entertainment, Les Films d’Ici e con il contributo di Rai Cinema.
Le riprese del film si sono svolte a Roma e dintorni tra settembre e ottobre del 2023.

## Promozione
Il trailer del film è stato pubblicato il 25 marzo 2025.

## Distribuzione
Il film è stato presentato fuori concorso alla 42ª edizione del Torino Film Festival il 24 novembre 2024, e  distribuito nelle sale italiane il 30 aprile 2025.

## Accoglienza
Il film è stato accolto con recensioni miste da parte della critica cinematografica.
Paolo Baldini del Corriere della Sera scrive che la regista «costruisce su fatti realmente accaduti una commedia favoleggiante in cui la maggior parte dei personaggi parte così e finisce colà», apprezzando la recitazione di Serraiocco ed Pesce trovandoli «bravi nel controllo dei registri e del ritmo». Vania Amitrano di Ciak, riporta che «la forza della narrazione di Ho visto un re sta proprio nello sguardo sorpreso del piccolo protagonista Emilio» in cui «ambienti, musiche, personaggi e relazioni, sono curati con attenzione per restituire l’immagine di un’epoca in maniera realistica, a suo modo affascinante e al tempo stesso profondamente criticabile, ma senza retorica».
In una recensione negativa Matteo Pasini di Sentieri selvaggi afferma che la regia «si prende le dovute libertà artistiche» che tuttavia portano a un «teatrino di marionette fiacco e vuoto» la cui sceneggiatura è composta di «tempi comici sbagliati e personaggi così macchiettistici da sfociare spesso nel ridicolo», trovando inoltre che «Farina sia ossessionata dalla ricerca dell’inquadratura perfetta, della simmetria perfetta, della prospettiva perfetta, aumentando ancora di più l’impressione di essere davanti a un prodotto preconfezionato».